# Pandemija COVID-19 na Antarktici
Antarktika je posljednji kontinent i jedna od posljednjih područja na svijetu na kojemu su zabilježeni slučajevi koronavirusne bolesti 2019. zbog pandemije koronavirusa 2019./20. Prvi slučajevi zabilježeni su u prosincu 2020. godine, gotovo godinu dana nakon što su u Kini otkriveni prvi slučajevi COVID-19.
Pandemija je neizravno utjecala na ljudsku aktivnost na Antarktici.

## Pozadina
12. siječnja 2020. Svjetska zdravstvena organizacija (WHO) potvrdila je da je novi koronavirus bio uzrok respiratorne bolesti u grupi ljudi u gradu Wuhan, provincija Hubei, Kina, o čemu je WHO prijavljen 31. prosinca 2019.
Omjer smrtnosti slučaja za COVID-19 bio je mnogo niži od SARS-a iz 2003, ali prijenos je bio značajno veći, uz značajnu ukupnu smrtnost.

## Slučajevi
U travnju 2020. brod za krstarenje koji je plovio za Antarktiku imao je gotovo šezdeset posto putnika pozitivnih na COVID-19. Brod je zadržan u Urugvaju, gdje se putnici nisu smjeli iskrcati.
Prve potvrđene slučajeve objavila je 21. prosinca 2020. čileanska vlada. Najmanje 36 ljudi, uključujući 10 civila i 26 časnika čileanske vojske i čileanske mornarice, potvrđeno je pozitivnim na COVID-19 nakon zaraze virusom u bazi General Bernardo O'Higgins Riquelme, gdje su radili redovite radove održavanja za baza. Ljudi su razvili simptome COVID-19 na brodu Sargento Aldea, a većina slučajeva liječena je nakon dolaska na odredišta u Punti Arenas i Talcahuanu.

## Antarktika
Ljudi koji dolaze na istraživačke stanice na Antarktiku moraju proći izolaciju i testiranje na COVID-19. Australske i njemačke istraživačke stanice na Antarktici imaju respirator, a nepotvrđeno je imaju li ih istraživačke stanice SAD-a i Britanije.  Britanska antarktička anketa provela je mjere predostrožnosti.
Utjecaj pandemije koronavirusa na putovanja uzrokovao je komplikacije s evakuacijom ljudi iz Britanske antarktičke ankete s kontinenta.
U travnju 2020. brod za krstarenje na Antarktiku imao je gotovo šezdeset posto putnika pozitivnih na COVID-19.
Baza na Antarktici sada sadrži samo skeletne posade, posjeti su ograničeni, a utjecana su i znanstvena istraživanja.
Nekoliko konferencija na temu Antarktike koje su bile planirane sredinom 2020. godine otkazano je zbog pandemije.